# Christina Kokoviadou
Christina Kokoviadou (griechisch Χριστίνα Κοκοβιάδου, * 14. Mai 1994) ist eine ehemalige griechische Fußballspielerin und Nationalspielerin.

## Karriere

### Vereine
Kokoviadou begann in Neufahrn bei Freising beim dort ansässigen FC Neufahrn mit dem Vereinsfußball. Zur Saison 2008/09 wechselte zum FC Moos-Eittingermoos. Zwei Jahre später gehörte sie der Ersten Mannschaft des FFC Wacker München an, für die sie von 2010 bis 2013 in der drittklassigen Regionalliga Süd insgesamt 61 Punktspiele bestritt und 26 Tore erzielte. Ihr Debüt gab sie am 29. August 2010 (1. Spieltag) beim 1:0-Sieg im Auswärtsspiel gegen den 1. FC Nürnberg. Ihr erstes Tor erzielte sie am 5. September 2010 (2. Spieltag) beim 3:2-Sieg im Heimspiel gegen Germania Wiesbaden mit dem Treffer zum 1:0 in der dritten Minute. Ihr Pflichtspieldebüt für den Verein erfolgte bereits am 8. August 2010 bei der 0:5-Niederlage gegen den seinerzeitigen Bundesligisten 1. FC Saarbrücken im Erstrundenspiel des DFB-Pokal-Wettbewerbs. Am Ende ihrer dritten Saison war sie mit 15 Toren in 20 Punktspielen vereinsintern die Torschützin mit den meisten Toren und trug zum dritten Platz (den der Liganeuling in ihrer ersten Saison ebenfalls erreichte) in der Spielklasse bei. In der Folgesaison bestritt sie die Begegnungen der ersten fünf Spieltage, wobei sie bei der 1:3-Niederlage im Heimspiel gegen die TSG 1899 Hoffenheim II einen Kreuzbandriss erlitt und in der 33. Minute ausgewechselt werden musste.
Die bereits am 1. Februar 2013 verlautbarte Verpflichtung von Kokoviadou zum Schweizer Erstligisten SC Kriens wurde diesbezüglich nicht realisiert, da der Genesungsprozess bis zum 30. Juni 2014 andauern sollte.
Um wieder Spielpraxis zu erlangen, wurde Kokoviadou für die Saison 2014/15 vom in der drittklassigen Regionalliga Nordost spielenden BSC Marzahn verpflichtet. Anschließend kehrte Kokoviadou in ihre griechische Heimat zurück und schloss sich 2019 Aris Thessaloniki an, für den sie bis 2021 aktiv gewesen ist.

### Nationalmannschaft
Kokoviadou bestritt in einem Zeitraum von drei Jahren neun Länderspiele für die U19-Nationalmannschaft und erzielte fünf Tore. Ihr Debüt als Nationalspielerin gab sie am 17. September 2011 im ersten Qualifikationsspiel für die Europameisterschaft 2012 in der Türkei; das Spiel wurde in Riga gegen die U19-Nationalmannschaft Dänemarks mit 0:8 verloren. Ihre ersten beiden Länderspieltore erzielte sie im dritten EM-Qualifikationsspiel am 22. September 2011 an selber Stätte beim 6:0-Sieg über die U19-Nationalmannschaft Lettlands mit den Treffern zum 4:0 in der 35. und 6:0 in der 89. Minute.
Für die A-Nationalmannschaft debütierte Christina Kokoviadou am 15. Januar 2013 in einem Freundschaftsspiel gegen die A-Nationalmannschaft Wales’. Ihr erstes A-Länderspieltor gelang ihr am 17. September 2014 in Veria beim 4:0-Sieg im Freundschaftsspiel gegen die A-Nationalmannschaft Albaniens mit dem Treffer zum 2:0 in der 31. Minute. Ihren letzten Einsatz als Nationalspielerin hatte sie am 27. November 2020 in Ingolstadt bei der 0:6-Niederlage gegen die A-Nationalmannschaft Deutschlands im letzten Spiel der EM-Qualifikationsgruppe I.